# Assistentiehond

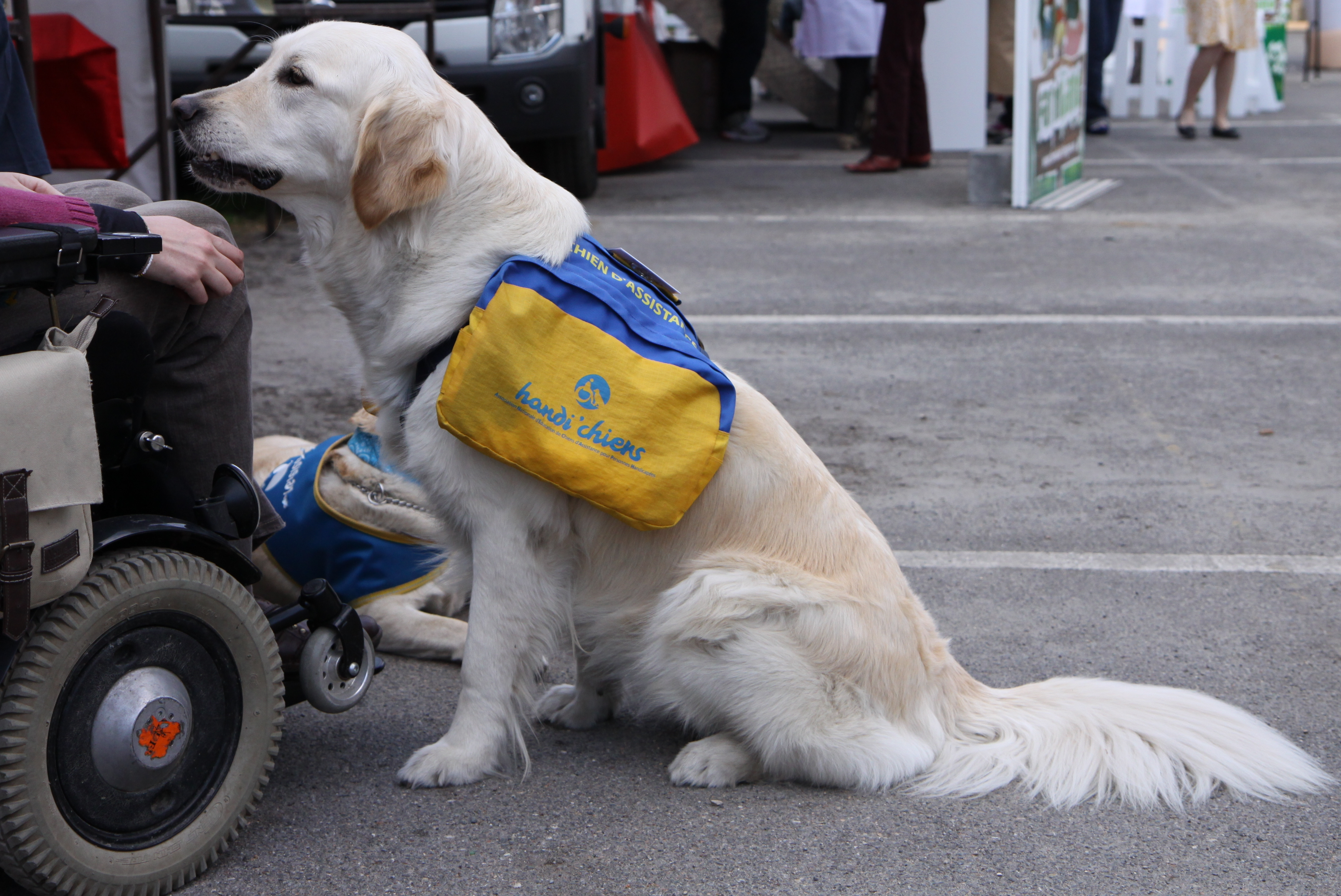
Een assistentiehond

Een assistentiehond of hulphond is een hond die getraind is om mensen met een handicap te helpen.
Mensen met een beperking genieten door gebruik van een assistentiehond meer zelfstandigheid en zelfredzaamheid. Ze leren door zelf deel te nemen aan de training kennis over de hond in het algemeen en leerprocessen in het bijzonder. Houders van een assistentiehond kunnen deze ook zelf verdere vaardigheden aanleren. Dat is onder meer nuttig voor mensen met een progressieve aandoening.
In Nederland houden verschillende organisaties zich bezig met de opleiding en training van assistentiehonden (hulphonden). In België leiden 12 verenigingen assistentiehonden op. Het gaat hier over blindengeleidehonden, hulphonden, epilepsiehonden en signaalhonden.

## Soorten honden
Er zijn meerdere soorten assistentiehonden: 
- Geleidehonden voor de blinden en visueel beperkten
- Signaalhonden voor de doven en slechthorenden
- ADL-honden voor mensen met een assistentie behoefte die niet visueel of auditief is, waaronder de epilepsiehond, de autismegeleidehond en de anorexia-hulphond

In Nederland bestaat geen erkende definitie voor het begrip 'assistentiehond', zo bleek uit Kamervragen.

## Training
In Nederland zijn er verschillende mogelijkheden om een assistentiehond via een instantie te verkrijgen. Zo is er de mogelijkheid een assistentiehond te verkrijgen die door de instantie voor de persoon in kwestie wordt opgeleid. De honden leren basisvaardigheden die de gebruiker kunnen ondersteunen in het dagelijks leven. Ook bestaat de mogelijkheid om een eigen assistentiehond op te leiden door middel van teamtraining. In teamtraining leidt de persoon die een assistentiehond nodig heeft samen met een professionele instructeur de eigen hond, of een door de school geplaatste hond, zelf op in de thuissituatie. De begeleiding bij het opleiden van een eigen assistentiehond duurt gemiddeld twee jaar.

## Eisen
Aan de hond worden eisen gesteld. Zo moet ze gedragsmatig stabiel zijn. Dit houdt in dat de hond sociaal gedrag vertoont naar mensen en andere dieren. Daarnaast mag de hond niet angstig van aard zijn. Dit wordt getoetst door middel van een gedragstest.
Aan de hond worden ook medische eisen gesteld. Een erkend dieren orthopeed test op dysplasie van heup- en elleboog. Er is ook controle op erfelijke oogaandoeningen.

## Vergoeding

### Zorgverzekeraar
Een assistentiehond wordt soms vergoed via de zorgverzekering. Er dient dan een medische indicatie door de behandelend arts vastgesteld te zijn. De betreffende assistentiehondenorganisatie kan een praktische indicatie verstrekken.

### Gemeente
Gemeentes vergoeden een assistentiehond soms geheel of gedeeltelijk vanuit de Wet maatschappelijke ondersteuning 2015. Dit hangt af van het verstrekkingenbeleid dat een gemeente voert.

## Toegang
Mensen met een assistentiehond werd regelmatig de toegang geweigerd tot openbare gelegenheden zoals bioscopen, restaurants of taxi. Er werd daarom gepleit voor wetgeving waarin de rechten en plichten van assistentiehond gebruikers zou worden vastgelegd. Dat zou kunnen via aanpassing van de Algemene wet gelijke behandeling. In Engeland en Frankrijk bestond reeds wetgeving over assistentiehonden. Ook in België is er sprake van een strafrechtelijke sanctie bestaande uit een geldboete en een gevangenisstraf die kan oplopen tot zeven dagen. In Nederland is sinds 14 juni 2016 wetgeving op het gebied van toegankelijkheid voor assistentiehonden.